# Herb Mostaru
Herb Mostaru (boś. Grb grada Mostara) – wraz z flagą oficjalny symbol Mostaru i miasta Mostar (jako jednostki administracyjnej), ustanowiony w 2003.

## Wygląd i symbolika
Herb przedstawia na tarczy koloru błękitnego srebrny most, a pod nim sześć srebrnych poziomych pasów równej szerokości. Most w herbie to uproszczony wizerunek najbardziej znanego zabytku miasta – Starego Mostu (również jako symbol pokoju i zjednoczenia), natomiast pasy nawiązują do sześciu gmin, które wchodzą dzisiaj w skład miasta Mostar, powstałych w wyniku porozumienia w Dayton i zjednoczonych w 2004.